# Sara Björk Gunnarsdóttir
Sara Björk Gunnarsdóttir (IPA: [ˈsaːra pjœr̥k ˌkʏnːa(ː)rˈtou̯ʰtɪr]; Reykjavík, 29 settembre 1990) è una calciatrice islandese, centrocampista dell'Al-Qadisiya e della nazionale islandese.

## Carriera

### Club

#### Inizi e Wolfsburg
Dopo diverse esperienze in patria e in Svezia, nel luglio 2016 si trasferisce al Wolfsburg. Nei quattro anni in Germania ha vinto per 4 volte il campionato e una coppa nazionale.

#### Lione
Nel luglio 2020 si trasferisce all'Olympique Lione, con cui il 9 agosto vince il primo trofeo la coppa nazionale.
Il 30 agosto successivo, nella finale di UWCL contro la sua ex-squadra del Wolfsburg, segna una delle tre reti finali che sanciscono la vittoria del Lione, diventa così la prima calciatrice islandese a segnare in una finale di un torneo UEFA.
La stagione successiva, la seconda in Francia, dopo un buon periodo di forma tra il dicembre 2020 e il marzo 2021, in cui vince anche il premio come sportiva islandese dell'anno, si accorda con il club per essere esentata dall'attività sportiva in ragione dell'incompatibilità dell'attività sportiva con il proprio stato di gravidanza, ormai al quarto mese.
L'Olympique Lione durante il periodo di assenza della calciatrice omette di corrisponderle lo stipendio, versandole solo 27.427 euro, rispetto agli 111.000 previsti dal contratto. Per tale ragione, decide di ricorrere agli organi di giustizia della FIFA, con il sostegno della Fédération Internationale des Associations de Footballeurs Professionnels (FIFPro), e vince la causa, ottenendo la condanna dell'Olympique Lione al versamento della somma non corrisposta. È stata la prima sentenza in materia dopo l'introduzione, nel 2020, dei nuovi regolamenti in materia di gravidanza delle calciatrici.
Tornata a disposizione nel marzo 2022, vince con le francesi la seconda UWCL.

#### Juventus e Al-Qadisiya
Il 24 giugno 2022, dopo aver annunciato di voler separarsi dal Lione, si trasferisce in Italia alla Juventus.
Al termine della stagione 2023-2024, Gunnarsdóttir non rinnova il proprio contratto con il club bianconero, concludendo così la propria esperienza a Torino dopo due anni.
Il 1º agosto 2024, viene annunciato il suo trasferimento a parametro zero all'Al-Qadisiya, squadra della massima serie saudita.

### Nazionale
Pur ancora giovane, all'età di 26 anni durante l'edizione 2017 dell'Algarve Cup tocca il traguardo delle 100 presenze in nazionale.
Nel gennaio del 2023 annuncia il ritiro, dopo sedici anni, dalla nazionale islandese.

## Statistiche

### Presenze e reti nei club
Aggiornate al 18 maggio 2023.
| Stagione               | Squadra                | Campionato             | Campionato | Campionato | Coppe nazionali | Coppe nazionali | Coppe nazionali | Coppe continentali | Coppe continentali | Coppe continentali | Altre coppe | Altre coppe | Altre coppe | Totale | Totale |
| Stagione               | Squadra                | Comp                   | Pres       | Reti       | Comp            | Pres            | Reti            | Comp               | Pres               | Reti               | Comp        | Pres        | Reti        | Pres   | Reti   |
| ---------------------- | ---------------------- | ---------------------- | ---------- | ---------- | --------------- | --------------- | --------------- | ------------------ | ------------------ | ------------------ | ----------- | ----------- | ----------- | ------ | ------ |
| 2013                   | Rosengård              |                        | -          | -          | CS              | 2               | 1               | UWCL               | 4                  | 1                  |             | -           | -           | 6      | 2      |
| 2014                   | Rosengård              | DS                     | 18         | 2          | CS              | 3               | 1               | UWCL               | 6                  | 1                  |             | -           | -           | 27     | 4      |
| 2015                   | Rosengård              | DS                     | 21         | 7          | CS              | 3               | 1               | UWCL               | 6                  | 1                  | SC          | 1           | 0           | 27     | 4      |
| 2016                   | Rosengård              | DS                     | 10         | 1          | CS              | -               | -               | UWCL               | -                  | -                  | SC          | -           | -           | 10     | 1      |
| Totale Rosengård       | Totale Rosengård       | Totale Rosengård       | 49         | 10         |                 | 8               | 3               |                    | 16                 | 3                  |             | 1           | 0           | 74     | 16     |
| 2016-2017              | Wolfsburg              | BL                     | 17         | 1          | CG              | 4               | 0               | UWCL               | 6                  | 1                  | -           | -           | -           | 27     | 2      |
| 2017-2018              | Wolfsburg              | BL                     | 19         | 3          | CG              | 4               | 2               | UWCL               | 9                  | 6                  | -           | -           | -           | 32     | 11     |
| 2018-2019              | Wolfsburg              | BL                     | 16         | 2          | CG              | 4               | 2               | UWCL               | 5                  | 0                  | -           | -           | -           | 25     | 4      |
| 2019-2020              | Wolfsburg              | BL                     | 16         | 5          | CG              | 3               | 1               | UWCL               | 3                  | 1                  | -           | -           | -           | 22     | 7      |
| Totale Wolfsburg       | Totale Wolfsburg       | Totale Wolfsburg       | 68         | 11         |                 | 15              | 5               |                    | 23                 | 8                  |             | -           | -           | 106    | 24     |
| lug.-ago. 2020         | Olympique Lione        | D1                     | -          | -          | CF              | 2               | 0               | UWCL               | 3                  | 1                  | -           | -           | -           | 5      | 1      |
| 2020-2021              | Olympique Lione        | D1                     | 12         | 3          | CF              | 1               | 1               | UWCL               | 4                  | 0                  | -           | -           | -           | 17     | 4      |
| 2021-2022              | Olympique Lione        | D1                     | 5          | 0          | CF              | -               | -               | UWCL               | 1                  | 0                  |             | -           | -           | 6      | 0      |
| Totale Olympique Lione | Totale Olympique Lione | Totale Olympique Lione | 17         | 3          |                 | 3               | 1               |                    | 8                  | 1                  |             | -           | -           | 28     | 5      |
| 2022-2023              | Juventus               | A                      | 17         | 2          | CI              | 4               | 1               | UWCL               | 6                  | 1                  | SI          | 0           | 0           | 27     | 4      |
| 2023-2024              | Juventus               | A                      | 17         | 1          | CI              | 2               | 0               | UWCL               | 2                  | 0                  | SI          | 1           | 0           | 22     | 1      |
| Totale Juventus        | Totale Juventus        | Totale Juventus        | 34         | 3          |                 | 6               | 1               |                    | 8                  | 1                  |             | 1           | 0           | 49     | 5      |
| Totale carriera        | Totale carriera        | Totale carriera        | 167        | 27         |                 | 30              | 10              |                    | 52                 | 12                 |             | 2           | 0           | 251    | 49     |

## Palmarès

### Club

#### Competizioni nazionali
- Campionato tedesco: 4

Wolfsburg: 2016-2017, 2017-2018, 2018-2019, 2019-2020
- Campionato svedese: 4

LdB FC Malmö: 2011, 2013
Rosengård: 2014, 2015
- Campionato francese: 1

Olympique Lione: 2021-2022
- Coppa di Germania: 4

Wolfsburg: 2016-2017, 2017-2018, 2018-2019, 2019-2020
- Coppa di Francia: 1

Olympique Lione: 2019-2020
- Supercoppa svedese: 2

LdB FC Malmö: 2012
Rosengård: 2015
- Coppa Italia: 1

Juventus: 2022-2023
- Supercoppa italiana: 1

Juventus: 2023

#### Competizioni internazionali
- UEFA Women's Champions League: 2

Olympique Lione: 2019-2020, 2021-2022

### Individuale
- Calciatrice islandese dell'anno: 7

2013, 2015, 2016, 2017, 2018, 2019
- Sportivo islandese dell'anno: 2

2018, 2020